# Фраєрс-Пойнт (Міссісіпі)
Фраєрс-Пойнт (англ. Friars Point) — місто (англ. town) в США, в окрузі Коагома штату Міссісіпі. Населення — 896 осіб (2020).

## Географія
Фраєрс-Пойнт розташований за координатами 34°22′0″ пн. ш. 90°38′13″ зх. д. / 34.36667° пн. ш. 90.63694° зх. д. (34.366737, -90.636969).  За даними Бюро перепису населення США в 2010 році місто мало площу 2,91 км², з яких 2,85 км² — суходіл та 0,06 км² — водойми.

## Демографія
Згідно з переписом 2010 року, у місті мешкало 1200 осіб у 407 домогосподарствах у складі 300 родин. Густота населення становила 413 особи/км².  Було 467 помешкань (161/км²).
Расовий склад населення:
| - 94,4 % — чорних або афроамериканців - 4,6 % — білих |

До двох чи більше рас належало 0,8 %. Частка іспаномовних становила 0,8 % від усіх жителів.
За віковим діапазоном населення розподілялося таким чином: 33,4 % — особи молодші 18 років, 57,6 % — особи у віці 18—64 років, 9,0 % — особи у віці 65 років та старші. Медіана віку мешканця становила 28,7 року. На 100 осіб жіночої статі у місті припадало 85,2 чоловіків;  на 100 жінок у віці від 18 років та старших — 70,7 чоловіків також старших 18 років.
Середній дохід на одне домашнє господарство  становив 25 305 доларів США (медіана — 18 889), а середній дохід на одну сім'ю — 27 684 долари (медіана — 20 250). За межею бідності перебувало 46,6 % осіб, у тому числі 65,5 % дітей у віці до 18 років та 28,4 % осіб у віці 65 років та старших.
Цивільне працевлаштоване населення становило 249 осіб. Основні галузі зайнятості: мистецтво, розваги та відпочинок — 34,5 %, освіта, охорона здоров'я та соціальна допомога — 20,5 %, будівництво — 11,2 %, публічна адміністрація — 10,8 %.